# Université américaine d'Arménie
Pour les articles homonymes, voir AUA.
L'université américaine d'Arménie (en arménien Հայաստանի ամերիկյան համալսարան ; en anglais American University of Armenia ; acronyme AUA) est une université privée située à Erevan, la capitale de l'Arménie. Elle a été fondée en 1991.

## Anciens étudiants notables
- Mane Tandilian (née en 1978), historienne, députée à l'Assemblée nationale d'Arménie, ministre du Travail et des Affaires sociales.